# AML (Robotik)
AML (engl. für A Manufacturing Language) und ihre Weiterentwicklung AML2 ist eine interaktive, strukturierte Roboter-Programmiersprache, die von IBM entwickelt und zum Beispiel in den SCARA-Robotern verwendet wurde. Die implementierten Möglichkeiten der Datenverarbeitung umfassen ein weites mathematisches Spektrum und gehen weit über die reine Achssteuerung und Verarbeitung von E/A-Signalen hinaus. AML unterstützt Bahninterpolation von mehreren Achsen und Rückkopplung durch Kraftsensoren.